# Laborcrév
Laborcrév (1899-ig Krasznibród, szlovákul Krásny Brod, ukránul Krasznij Brid, latinul Pulchrum Vadum) község Szlovákiában, az Eperjesi kerület Mezőlaborci járásában.

## Fekvése
Mezőlaborctól 3 km-re délre, a Laborc partján fekszik.

## Nevének eredete
Neve a Laborc-folyón levő révvel kapcsolatos. A szláv krasznij vöröset jelent, a brod pedig révet. Ebből származott eredeti magyar neve, amit 1899-ben a Laborc-folyó melletti fekvése alapján Laborcrévre változtattak.

## Története
A falu stratégiailag fontos helyen, a Magyarországról Halicsba vezető út mentén keletkezett. A 14. században – a munkácsi és makovicai uradalmakkal együtt – a határ védelmére Korjatovics Tódor litván fejedelem kapta meg a területet Luxemburgi Zsigmondtól. A fejedelemmel együtt érkezett szerzetesek fatemplomot, valamint kolostort építettek ide. A templomot a Szentháromság tiszteletére szentelték és csakhamar lelki és kulturális központ lett.
A 16. században a Drugeth család szerezte meg a birtokot és a homonnai uradalom része lett. A falut írásban először 1557-ben említik „Graznibrod” néven. 1603-ban pünkösd napján a kálvinista Drugeth Bálint a kolostor mellett kocsikázott, a sok embertől azonban a lovak megvadultak és felborították a kocsit. A főúrnak eltörött a keze és mérgében parancsot adott a hajdúknak, hogy a kolostort gyújtsák fel. Később újra katolikus hitre tért és 1605-ben a kolostort, majd 1614-ben a templomot is újjáépítették. 1708 után azonban ezek többször is megrongálódtak. 1752 és 1761 között kőből új, nagyobb kolostort és templomot építettek. A kolostorban bazilita noviciátus és filozófiai iskola működött, ahol több kiváló professzor is tanított.
A 18. század végén Vályi András így ír róla: „KRASZNIBRÓD. Tót falu Zemplén Várm. földes Ura Szirmay Uraság, lakosai ó hitűek, fekszik Mező Laborczhoz, és Felső Csebnéhez fél mértföldnyire, hegyes határja két nyomásbéli, zabot, kevés tatárkát, és krompélyt terem, erdeje van, szőleje nints, széna nélkűl szűkölködik, piatza Sztorpkón.”
Fényes Elek 1851-ben kiadott geográfiai szótárában így ír a faluról: „Krasznibrod, Zemplén vm. orosz falu, Sztropkóhoz 3 órányira: 2 romai, 470 g. kath., 6 zsidó lak., 849 h. szántófölddel, erdővel. A helységhez közel van egy basilita szerzetesek zárdája, mellyet a Drugethek alapitottak; 1765-ben pedig gr. Vandernathnő, szül. gr. Zichy asszony, Homonna, Varanó, Terebes, s a t. uradalmak birtokosa megerősitett. F. u. Szirmay. Ut. p. Orlik.”
Borovszky Samu monográfiasorozatának Zemplén vármegyét tárgyaló része szerint: „Laborczrév, előbb Krasznibród, ruthén kisközség, a Laborcz völgyében, 96 házzal és 633, nagyobbára gör. kath. vallású lakossal. Postája, távírója és vasúti állomása Mezőlaborcz. Régi orosz neve magyarul annyit jelent, mint szép gázló. Első nyomát a XVI. században találjuk, mikor a Homonnaiak az urai. 1656-ban Szirmay Péter birtoka, két évvel később a Barkóczyakat is némelyek részekbe iktatják s az újabb korban is a Szirmayaké. Most XXIV. Reuss herczegnek és Wollmann Kázmérnak van itt nagyobb birtokuk és külön-külön kastélyuk. Mind a kettőt Wollmann Kázmér építtette 1896-ban. A község a Rákóczy-féle szabadságharczok alatt sokat szenvedett az átvonuló kurucz és labancz csapatoktól. Van itt kőolajfinomitó gyár is. Ide tartozik Nyágocsik-tanya és a szent-bazil-rendű monostor, mely utóbbira vonatkozólag csak a XVII. századból vannak írott adatok. A hagyomány szerint a kegykép XIV. századbeli és azt tartják róla, hogy egy világtalan koldús festette, mikor a forrás vizétől a szemevilágát visszanyerte. Ekkor fakápolnát emelt e helyen és oltárára helyezte a képet. Később Koriatovich Tivadar munkácsi orosz herczeg a kápolna mellé fatemplomot és monostort épített s abba szerzeteseket telepített; ezt a protestáns Drugeth Bálint 1603-ban felgyujtatta, de később - neje rábeszélésére - ismét felépíttette. 1612-ben, a midőn gróf Drugeth György kezdeményezésére az orosz papok az egyházi uniót el akarták fogadni s ezt, a przemisli püspök jelenlétében, a templomban, zárt ajtók mögött, ünnepi aktussal akarták megkötni, a félrevezetett nép a papokat és a püspököt megtámadta s csak a lovasaival éppen odaérkező Drugeth György tudta őket a dühöngőktől megszabadítani. A mostani bazilita templom 1752-ben épült. A képfal nagyon régi és képei műbecsűek. Híres kegyképe nem a templomban, hanem a mellette álló Mária-kápolna oltárán van elhelyezve. A kép már elmosódott s Szűz Máriának csak az arcza és a kezei láthatók, mert alakjának többi része és a feje is vert ezüsttel van bevonva. A Rákóczy-féle szabadságharcz alatt a baziliták is sokat szenvedtek és a monostor 1708-tól 1729-ig szerzetesek nélkül állott. Később a megrongált épületeket ismét felépítették. 1807-ben a pápától két búcsúra nyert a monostor engedélyt. Mind a templomot, mind a monostor megrongált épületeit Szegedy Bazil, a jelenlegi főnök, 16.000 korona költséggel hozta helyre. Hajdan itt virágzó novicziátusi tanfolyam is volt, de ezt a mult század első felében megszüntették. A faluban is van gör. kath. templom, mely 1809-ben épült.”
A falu búcsúja az itteni leányvásárról volt híres. A kolostort az első világháborúban katonák rombolták le. A trianoni diktátumig Zemplén vármegye Mezőlaborci járásához tartozott.

## Népessége
| Év:            | 1994. | 2004.   | 2014.    | 2024.   |
| -------------- | ----- | ------- | -------- | ------- |
| Emberek száma: | 414   | 416     | 466      | 442     |
| Eltérés:       |       | +0,48 % | +12,01 % | -5,15 % |

| Év:            | 2023. | 2024.   |
| -------------- | ----- | ------- |
| Emberek száma: | 446   | 442     |
| Eltérés:       |       | -0,89 % |

1910-ben 706-an, többségében ruszinok lakták, jelentős német és magyar kisebbséggel.
2001-ben 405 lakosából 234 ruszin, 132 szlovák, 37 ukrán volt.
2011-ben 459 lakosából 259 ruszin, 136 szlovák és 10 ukrán.

## Nevezetességei

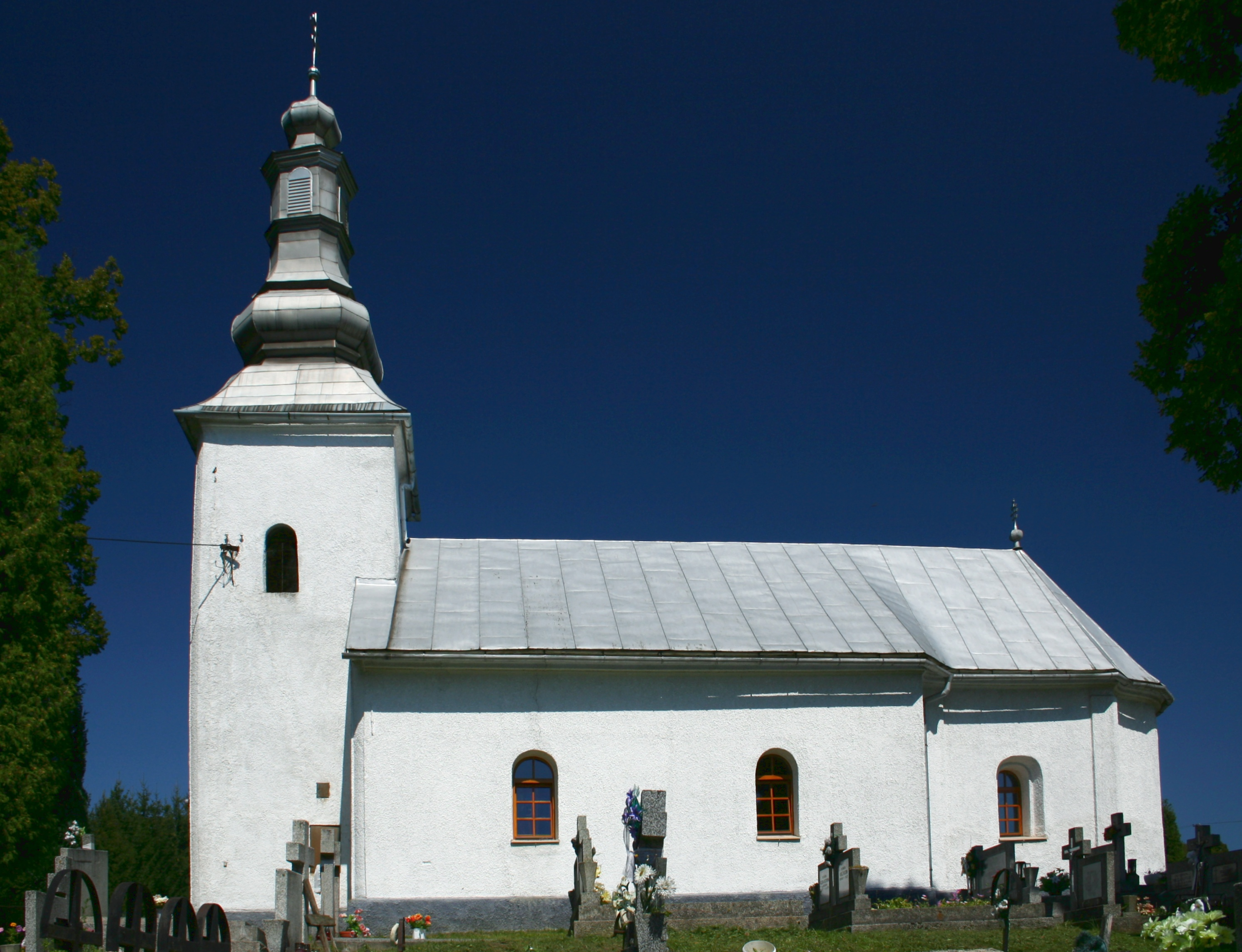
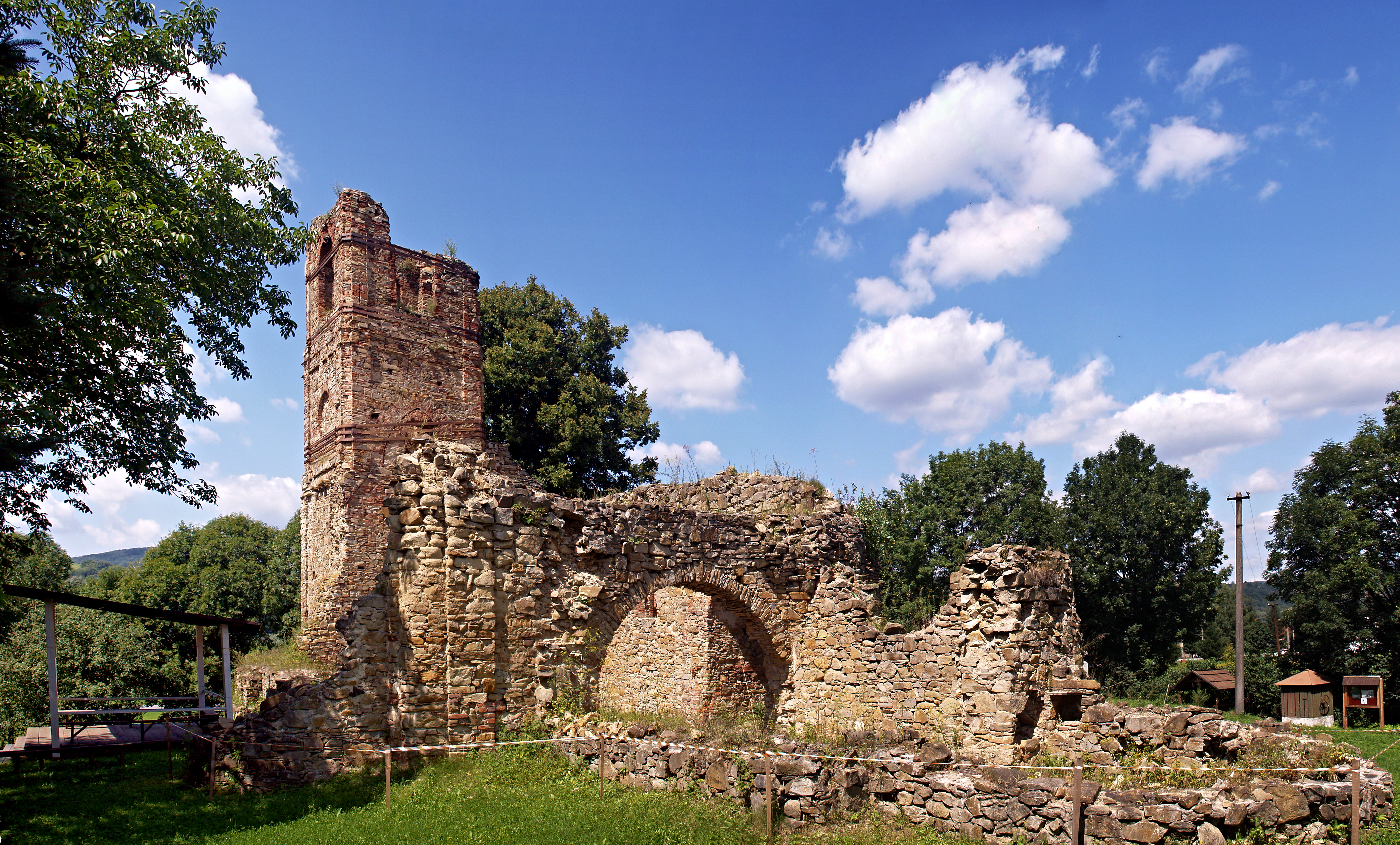
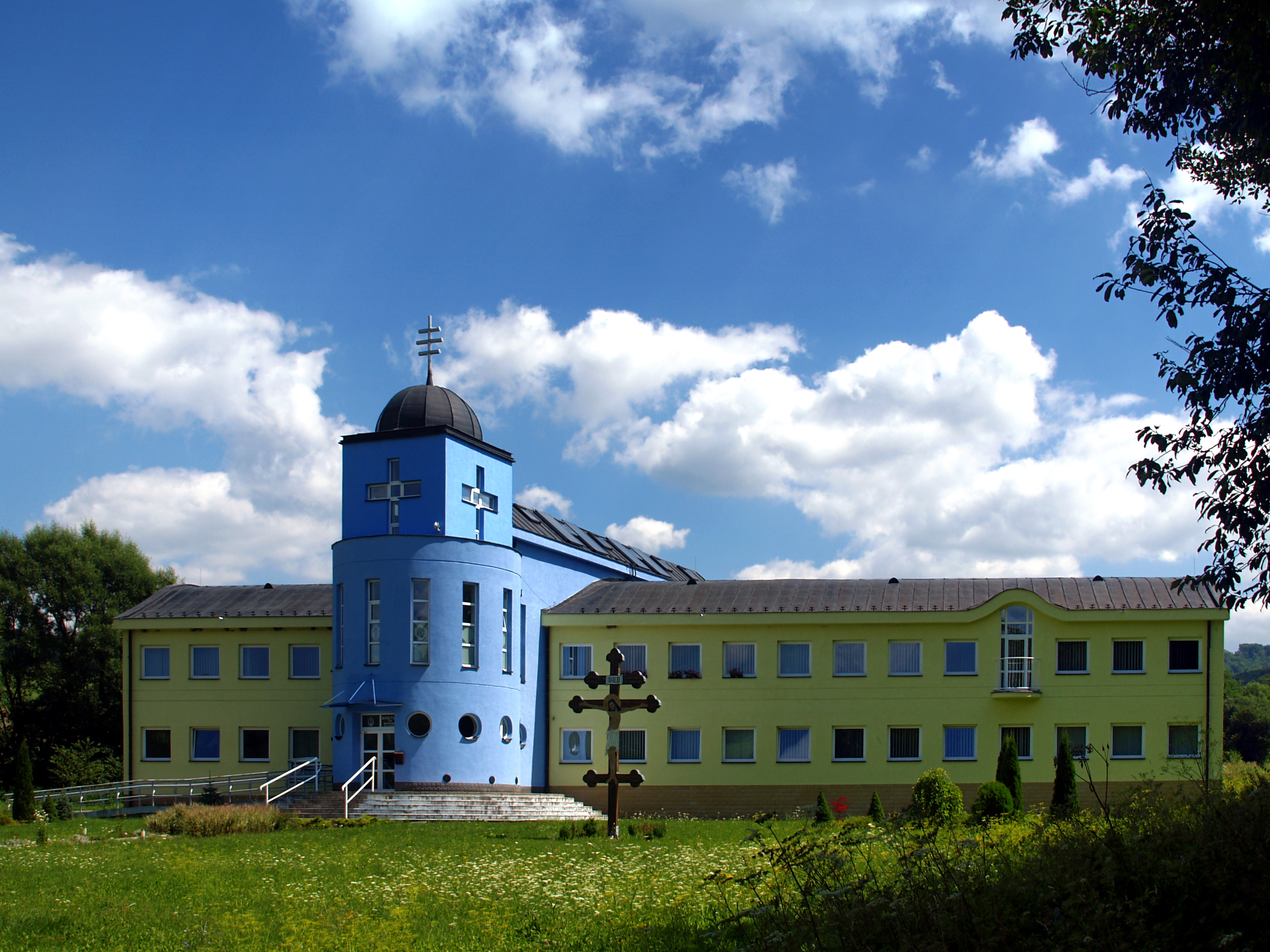

- A falu kolostora és temploma a 14. században épült, ma romjai láthatók. A baziliták 2002-ben új kolostort építettek a községben.
- A barokk görögkatolikus kápolna 1761-ben épült.
- A klasszicista görögkatolikus templom 1809-ben épült.
- Egy 19. századi fatemplom is áll a faluban.
- 17. századi barokk kastélyában működik az ukrán kulturális múzeum.